# گمینا سوشتس
گمینا سوشتس (به لهستانی:  Gmina Susiec) یک گمینا در لهستان است که در شهرستان توماشوف لوبلسکی واقع شده‌است. گمینا سوشتس ۱۹۰٫۵۲ کیلومتر مربع مساحت و ۷٬۷۴۱ نفر جمعیت دارد.